# هيوغا (ميازاكي)
مدينة هيوغا (بالإنجليزية: Hyūga)‏ هي أحد المدن التابعة لمحافظة ميازاكي. تأسست رسميًا في 01/04/1951. ويقدر عدد سكانها بـ 63066 نسمة حسب تقدير مكتب الإحصاء الياباني لعام 2012. تبلغ مساحة هيوغا 336.29 كم2. بكثافة سكانية تبلغ 188 نسمة/كم2.

## المناخ
يظهر الجدول التالي التغييرات المناخية على مدار السنة لهيوغا:
| البيانات المناخية لـهيوغا                      | البيانات المناخية لـهيوغا | البيانات المناخية لـهيوغا | البيانات المناخية لـهيوغا | البيانات المناخية لـهيوغا | البيانات المناخية لـهيوغا | البيانات المناخية لـهيوغا | البيانات المناخية لـهيوغا | البيانات المناخية لـهيوغا | البيانات المناخية لـهيوغا | البيانات المناخية لـهيوغا | البيانات المناخية لـهيوغا | البيانات المناخية لـهيوغا | البيانات المناخية لـهيوغا |
| الشهر                                          | يناير                     | فبراير                    | مارس                      | أبريل                     | مايو                      | يونيو                     | يوليو                     | أغسطس                     | سبتمبر                    | أكتوبر                    | نوفمبر                    | ديسمبر                    | المعدل السنوي             |
| ---------------------------------------------- | ------------------------- | ------------------------- | ------------------------- | ------------------------- | ------------------------- | ------------------------- | ------------------------- | ------------------------- | ------------------------- | ------------------------- | ------------------------- | ------------------------- | ------------------------- |
| متوسط درجة الحرارة الكبرى °م (°ف)              | 12.3 (54.1)               | 13.2 (55.8)               | 16.1 (61.0)               | 20.7 (69.3)               | 24.0 (75.2)               | 26.2 (79.2)               | 30.3 (86.5)               | 31.1 (88.0)               | 28.4 (83.1)               | 24.1 (75.4)               | 19.3 (66.7)               | 14.4 (57.9)               | 21.7 (71.0)               |
| المتوسط اليومي °م (°ف)                         | 6.7 (44.1)                | 7.8 (46.0)                | 10.9 (51.6)               | 15.5 (59.9)               | 19.3 (66.7)               | 22.4 (72.3)               | 26.2 (79.2)               | 26.8 (80.2)               | 24.0 (75.2)               | 18.9 (66.0)               | 13.8 (56.8)               | 8.7 (47.7)                | 16.8 (62.1)               |
| متوسط درجة الحرارة الصغرى °م (°ف)              | 1.9 (35.4)                | 2.8 (37.0)                | 5.9 (42.6)                | 10.6 (51.1)               | 15.0 (59.0)               | 19.2 (66.6)               | 22.9 (73.2)               | 23.5 (74.3)               | 20.5 (68.9)               | 14.8 (58.6)               | 9.4 (48.9)                | 3.9 (39.0)                | 12.5 (54.6)               |
| الهطول مم (إنش)                                | 60.1 (2.37)               | 93.8 (3.69)               | 166.1 (6.54)              | 226.8 (8.93)              | 266.0 (10.47)             | 439.5 (17.30)             | 256.9 (10.11)             | 266.2 (10.48)             | 343.9 (13.54)             | 221.6 (8.72)              | 115.2 (4.54)              | 63.6 (2.50)               | 2٬519٫7 (99.19)           |
| متوسط تساقط الثلوج سم (إنش)                    | 0 (0)                     | 0 (0)                     | 0 (0)                     | 0 (0)                     | 0 (0)                     | 0 (0)                     | 0 (0)                     | 0 (0)                     | 0 (0)                     | 0 (0)                     | 0 (0)                     | 0 (0)                     | 0 (0)                     |
| ساعات سطوع الشمس الشهرية                       | 190.2                     | 172.3                     | 182.4                     | 187.2                     | 171.5                     | 112.2                     | 182.4                     | 194.3                     | 164.5                     | 184.5                     | 167.1                     | 185.8                     | 2٬094٫4                   |
| المصدر: Japan Meteorological Agency(1976-2015) |                           |                           |                           |                           |                           |                           |                           |                           |                           |                           |                           |                           |                           |